# Hoplismenus arizonensis
Hoplismenus arizonensis là một loài tò vò trong họ Ichneumonidae.